# Pelagius (Theologe)

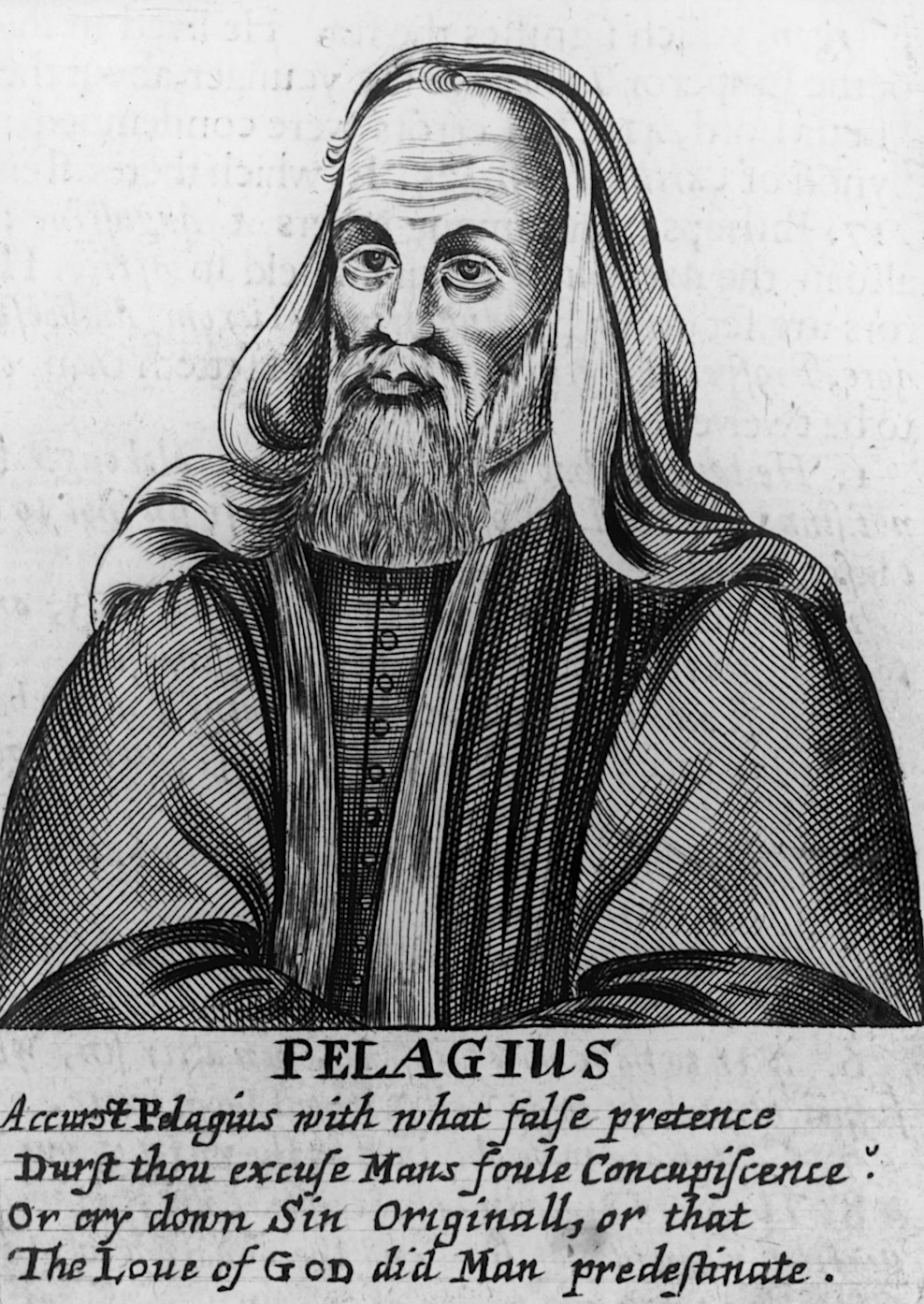
Pelagius auf einem frühneuzeitlichen Fantasieporträt. Die englischsprachige Bildunterschrift ist eine Polemik: „Verfluchter Pelagius, unter welchem Vorwand wagst du es, dem Menschen seine schändliche Konkupiszenz zu verzeihen oder die Erbsünde zu leugnen oder dass der Mensch durch die Liebe Gottes auserwählt ist?“

Pelagius (* ca. 350 / 360; † ca. 418 / 420) war ein aus der römischen Provinz Britannia stammender Laienmönch, nach dem die Lehre des Pelagianismus benannt wurde.

## Leben

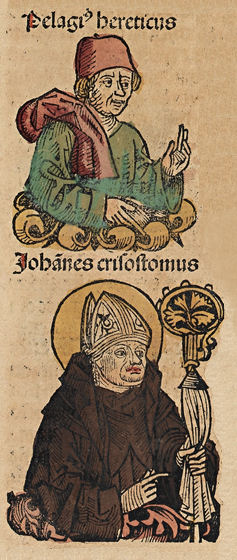
Illustration aus der Schedelschen Weltchronik (1493) zeigt Pelagius Hereticus („der Ketzer“; oben) und Johannes Chrysostomos (unten) als Fantasieporträts.

Von asketischer Lebensführung geprägt, war Pelagius in Rom, wo er von etwa 390 bis 410 als Prediger auftrat, empört über die moralische Nachlässigkeit der spätantiken Gesellschaft, wie er sie dort erlebte. Seine Lehre war geprägt von der Ablehnung der Erbsündenlehre. So widersprach er in seinen Predigten vor allem den Aussagen zur Theologie der göttlichen Gnade, wie sie von Augustinus von Hippo gepredigt wurden. Er bekämpfte dessen Vorstellung von der Notwendigkeit einer „größeren Gnade“ nach dem Fall, über die Gnade hinaus, die Adam im Paradies auch ohne Sünde benötigt hätte. Pelagius war der Auffassung, dass Augustinus’ Lehre darauf hinauslief, den Manichäismus in das Christentum einzuführen. Er klagte Augustinus an, dem Bösen den gleichen Rang wie Gott einzuräumen und heidnischen Fatalismus zu lehren, als sei es eine christliche Doktrin. Obwohl er als Urheber des Pelagianismus angesehen wird, war er nicht der wichtigste Theologe dieser Strömung; an Pelagius machten die Gegner dieser Ansicht ihre Darlegungen jedoch fest.
Als Alarich I. Rom 410 plünderte, flohen Pelagius und sein Gefährte Caelestius nach Karthago (Römische Provinz, Africa proconsularis), wo Pelagius in einen weiteren Konflikt mit Augustinus geriet. Sein Anhänger Caelestius wurde von einem Kirchenkonzil verurteilt, woraufhin Pelagius weiter nach Jerusalem floh, aber seine Verfolger bald auf seinen Spuren sah: Paulus Orosius ging nach Jerusalem, um Hieronymus vor ihm zu warnen. Zwar wurde Pelagius 415 auf einer Synode vom Vorwurf der Häresie freigesprochen, doch Augustinus hatte bereits eine wirksame Kampagne in Gang gebracht, die Pelagius und Caelestius als Häretiker ausweisen sollte. 416 wurde Pelagius auf den Synoden von Karthago und Mileve verurteilt. Anfang 417 erfolgte die Exkommunikation durch den römischen Bischof Innozenz I. Betroffen von diesem Urteil war auch Caelestius.
Pelagius’ Lehre über die Sünde und die Sühne wurde u. a. 418 auf der Synode von Karthago als Häresie verurteilt.
Pelagius soll im Gegensatz zu Augustinus eine positive Anthropologie vertreten haben: Der Mensch sei wesenhaft gut und der menschliche Wille folglich imstande, nur aufgrund seines natürlichen Vermögens Gottes Geboten zu gehorchen. Durch Askese und permanente Übung sei die menschliche Natur zu stärken, gemäß der Formel „Du kannst, weil du willst“. Im Bestreben, den Arianismus und den Manichäismus als Häresien zu widerlegen, betonte er – im Gegensatz zum moralischen Determinismus des letzteren – die Freiheit des Willens, der als eine Gabe Gottes niemals von der Sünde korrumpiert werden könne.
Zu philosophischer Reife gebracht wurde der Ansatz des Pelagius im Werk von Julianus von Eclanum, der Augustinus in einer Reihe von Schriften die Stirn bot. Gleichwohl setzte sich die augustinischen Auffassungen in der westlichen Christenheit durch. Sie prägten das Leben der Gläubigen in einer Weise, die durch die Werke des Kapuziners Heribert Jone im deutschsprachigen Raum endgültig bekannt und deutlich wurden.

## Politische und philosophische Bedeutung
Der pelagianische Streit spielte im römischen Westreich nie die destruktive Rolle, die dem Streit um den Monophysitismus im Osten zukam. Das zeigte, wie weit Kirche und staatliche Gewalt ideell und institutionell im Westen des späten 4. Jahrhunderts bereits auseinandergetreten waren. Dennoch hatte der Konflikt eine nicht unerhebliche zukunftsweisende Bedeutung: Im Westreich wurde anders als im Osten eine Trennung zwischen göttlicher und menschlicher Existenz vorgenommen, die auf Basis antik-stoischer und christlicher Gedanken zur Idee der Selbstbehauptung des Menschen gegenüber Gott führte. Mit seiner Betonung der natürlichen Freiheit und sittlichen Fähigkeit des Menschen zeigte Pelagius hier Ansätze eines abendländisch-westlichen Humanismus und Moralismus.

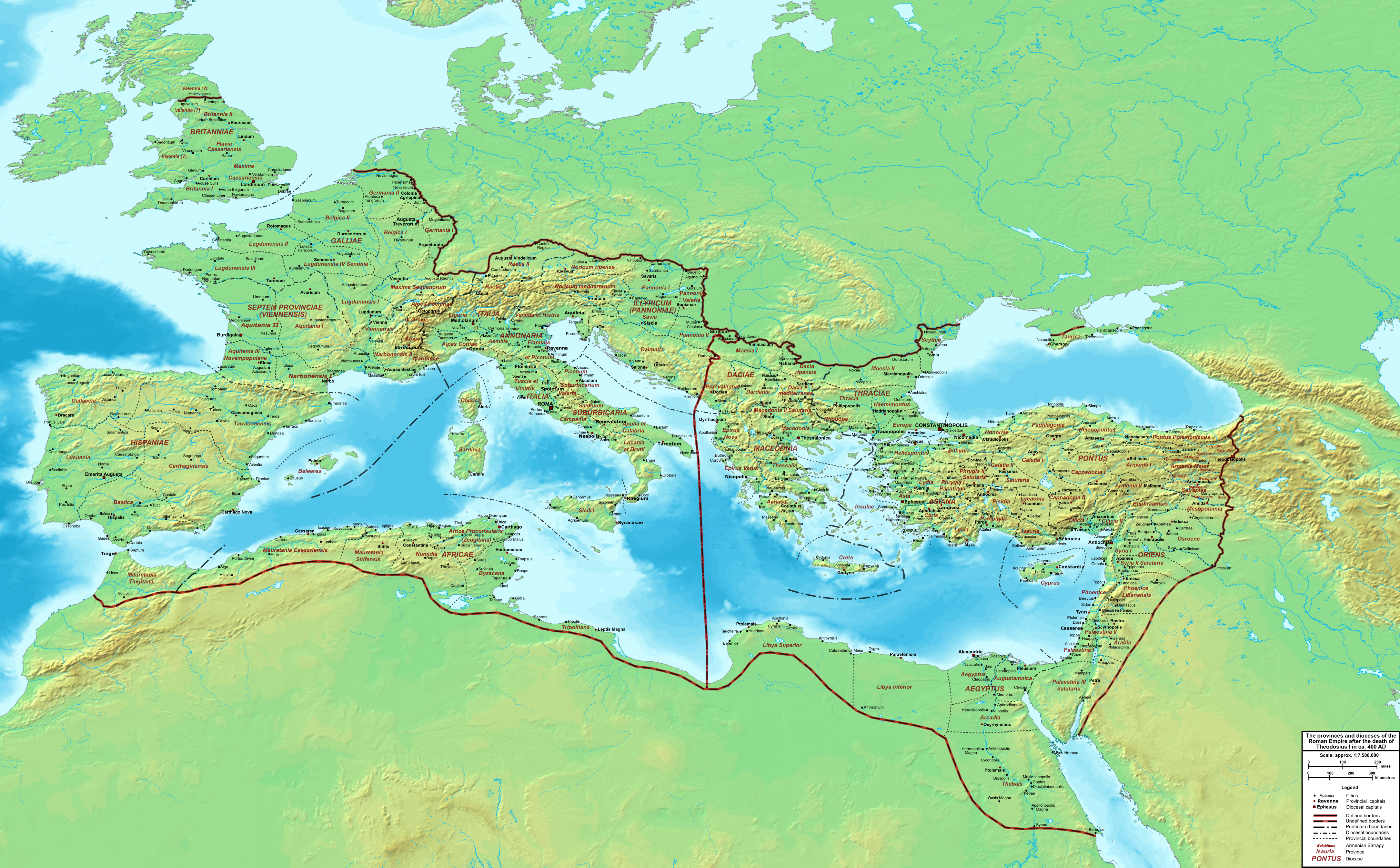
Territoriale Situation des Imperium Romanums 400 n. Chr. mit den entsprechenden römischen Provinzen